# Дервентио

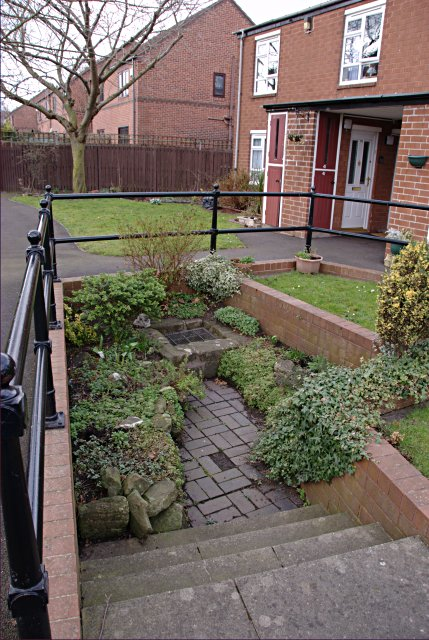
Римская стена III века, сохранившаяся между домами

Дервентио (Derventio) — укреплённое поселение римской Британии, располагавшееся на месте пригорода Дерби Литл Честер, в современном Дербишире, и защищавшее переправу через реку и перекрёсток пяти дорог там, где сохранился римский форт. После отступления римлян в поселении жили саксонцы. Археологические находки из этой местности хранятся в Музее и художественной галерее Дерби.
Первый римский форт в этой местности, римский форт парка Стратт, был построен на другом берегу реки Деруэнт в парке Стратт; около 80 года он был заменён фортом в Литл Честере. Форт был позже повторно оккупирован и использовался в последующие двадцать пять лет, затем освобождён, пока в III веке вокруг города не была построена каменная стена. Существуют свидетельства обширной деятельности римлян в Литл-Честере; например, сохранись останки fort-vicus под названием Дербский ипподром.

## История возникновения римских поселений на территории
После завоевания римлянами Галлии в середине I век до н. э. Юлий Цезарь предпринял два похода в Британию (55 и 54 до н. э.). Систематическое завоевание Британии Римом началось в 43 н. э. и завершилось в основном к концу 60-х гг. Британия стала одной из окраинных провинций Римской империи. Романизации подверглись главным образом южная, восточная и отчасти центральная области; запад и Север почти не были ей затронуты. Среди местного населения часто поднимались восстания (например, восстание Боудикки в 61). Завоевание было закреплено системой укрепленных пунктов (римские лагери) и военных дорог. Вдоль северных границ были сооружены римские валы.